# 산해박
산해박(Cynanchum paniculatum)은 한국 각처의 산이나 들의 풀밭에 나는 여러해살이풀로 높이는 60cm 내외이다. 수염뿌리는 굵고, 줄기는 가늘고 길며, 단단하고, 곧게 선다. 잎은 마주나며 선상 피침형, 끝이 뾰족하고, 길이 6-12cm, 표면과 가장자리에 털이 약간 있으며, 잎자루는 짧거나 없다. 꽃은 연한 황갈색, 줄기 윗부분의 잎겨드랑이에서 집산상으로 달린다. 꽃은 5수성, 꽃받침은 삼각상 피침형, 꽃잎은 삼각상 좁은 난형, 털이 없다. 열매는 골돌, 뿔 모양으로 길이 6-8cm이다. 개화기는 6, 7월이며, 뿌리는 강장제·해열제·이뇨제 등으로 이용된다.